# Ketelerija
Ketelerija (lat. Keteleeria) je rod crnogoričnih zimzelenih stabala u porodici Pinaceae Postoje tri priznate vrste raširene po Indokini, Kini i Tajvanu.

## Vrste
1. Keteleeria davidiana (C.E.Bertrand) Beissn.
2. Keteleeria evelyniana Mast.
3. Keteleeria fortunei (A.Murray bis) Carrière